# 11 Cancri
11 Cancri är en orange jätte i stjärnbilden Kräftan.
11 Cancri har visuell magnitud +6,92 och kräver fältkikare för att kunna observeras. Den befinner sig på ett avstånd av ungefär 750 ljusår.